# 澀谷川

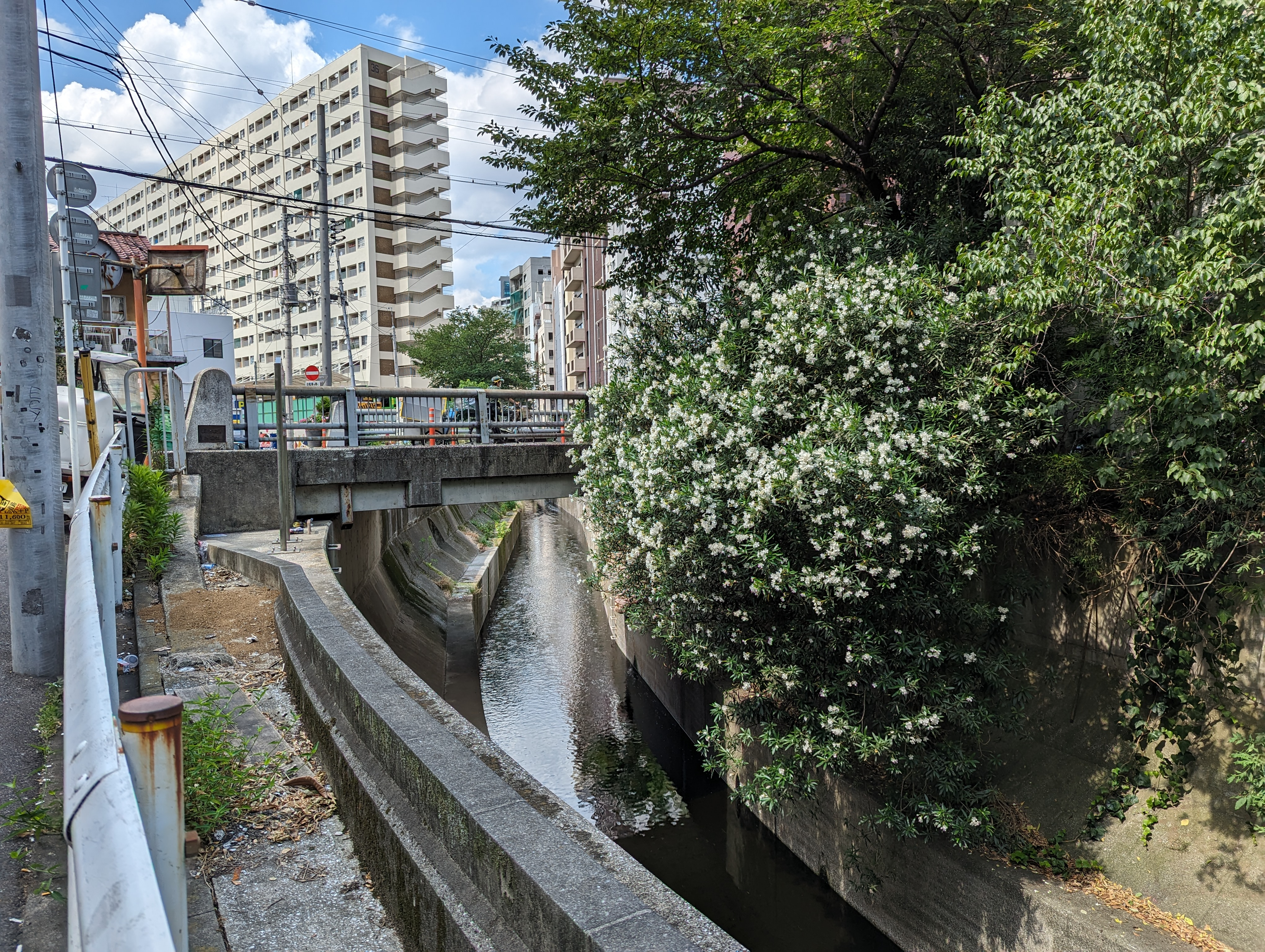
澀谷川

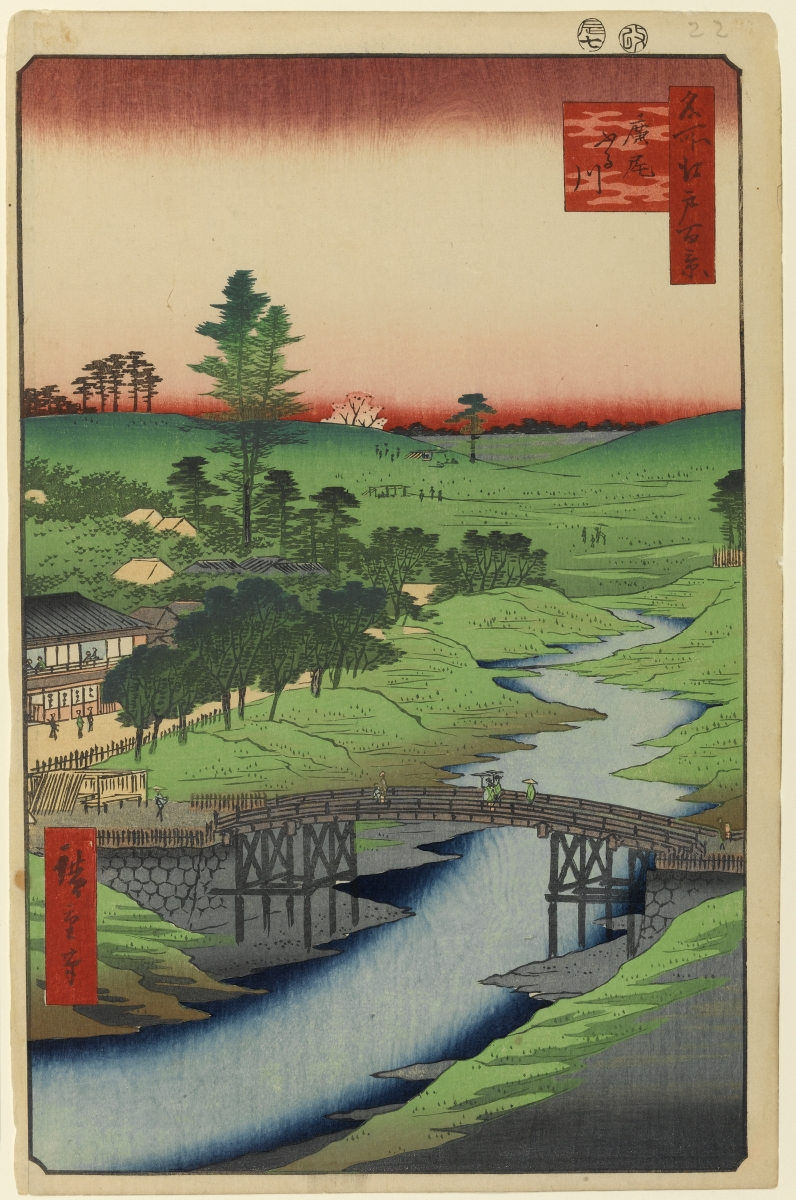
廣重『名所江戶百景』中的「廣尾古川」。自四之橋望現在的白金三丁目附近。

澀谷川（日语：渋谷川）是日本東京都的一條河流，自澀谷站南方至天現寺橋，全長2.4km。這條河流在澀谷區內名為澀谷川，在港區內名為古川。澀谷川在過去有多條支流，但現在大多已被暗渠化。

## 外部連結
- 渋谷川・古川流域連絡会 （页面存档备份，存于） - 東京都建設局第二建設事務所
- 维基共享资源上的相關多媒體資源：澀谷川